# Eole-en-Beauce
Eole-en-Beauce is een gemeente in het Franse departement Eure-et-Loir in de regio Centre-Val de Loire. De gemeente maakt deel uit van het arrondissement Chartres.
Eole-en-Beauce telde op 1 januari 2022 1.240 inwoners.

## Geschiedenis
Eole-en-Beauce is op 1 januari 2016 ontstaan door de fusie van de gemeenten Baignolet, Fains-la-Folie, Germignonville en Viabon. Op 1 januari 2019 werd Eole-en-Beauce uitgebreid met de per die datum opgeheven gemeente Villeau.

## Geografie
De oppervlakte van Eole-en-Beauce bedroeg op 1 januari 2022 102,86 vierkante kilometer; de bevolkingsdichtheid was toen 12,1 inwoners per km².

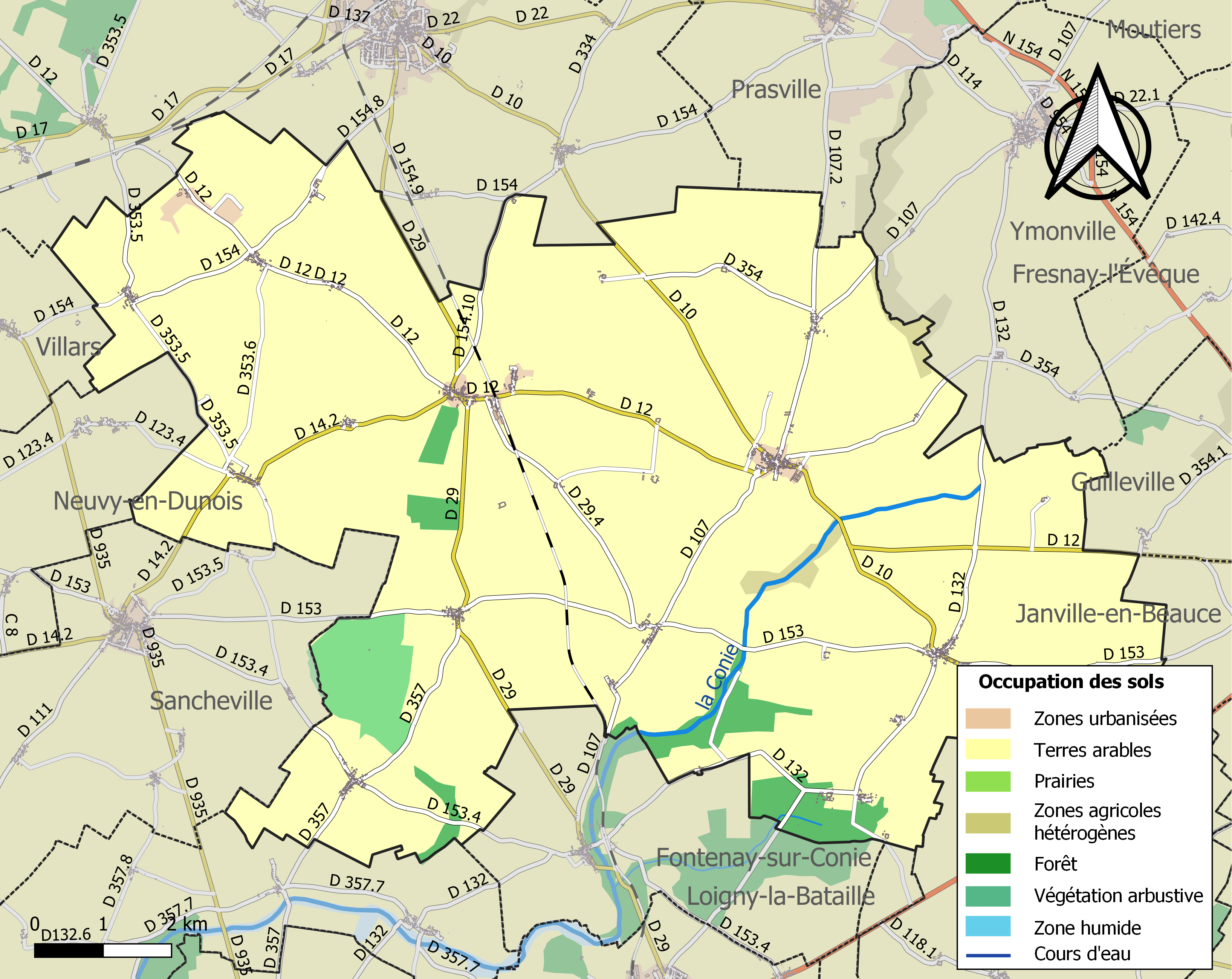
Kaart van de gemeente met belangrijkste infrastructuur, bodemgebruik en omliggende gemeenten